# Stanisław Namysłowski
Stanisław Wojciech Namysłowski (ur. 23 kwietnia 1879 w Warszawie, zm. 27 czerwca 1963 w Zamościu) – polski skrzypek, kompozytor i dyrygent.

## Życiorys
Syn Karola i Józefy z Zakrzewskich (zm. 1931). W wieku dziesięciu lat rozpoczął naukę gry na skrzypcach u swojego ojca.
W 1898 po ukończeniu progimnazjum rosyjskiego w Zamościu wyjechał do Warszawy, gdzie rozpoczął studia muzyczne w klasie skrzypiec prof. Stanisława Barcewicza. Od 1900 występował w orkiestrze ojca jako skrzypek-solista czasami też jako dyrygent. W 1905 wyjechał do czeskiej Pragi, aby kontynuować studia muzyczne u znanego skrzypka Otakara Ševčíka, tutaj też uczył się kompozycji i dyrygentury u Vitĕzslava Nováka, znanego kompozytora i pedagoga czeskiego. Szybko zyskał duże uznanie jako skrzypek, a także jako dyrygent. Jeszcze podczas studiów w 1906 dyrygował trzema koncertami Filharmonii Czeskiej w sali Rudolphinum w Pradze. W 1908 ukończył praskie konserwatorium, otrzymując dyplom skrzypka-wirtuoza. Nie skorzystał z propozycji objęcia stanowiska dyrygenta Filharmonii Czeskiej i powrócił do kraju.
Pomagał ojcu w prowadzeniu orkiestry, zastępując go również w roli dyrygenta, głównie w częściach symfonicznych koncertów. W 1915 objął kierownictwo Orkiestry Włościańskiej. Przez 55 lat kontynuował dzieło Karola Namysłowskiego.
Podczas pobytu w 1925 z orkiestrą za oceanem został przyjęty w Białym Domu przez prezydenta Calvina Coolidge'a, a w Bostonie gubernator stanu Massachusetts wręczył mu Sztandar Stanów Zjednoczonych - najwyższe odznaczenie, jakie może otrzymać cudzoziemiec.
W czasie II wojny światowej ukrywał się w Warszawie i Milanówku, skąd powrócił w 1945 do Chomęcisk Małych k. Zamościa, gdzie ponownie reaktywował zespół.
Z okazji 50-lecia pracy artystycznej 2 grudnia 1955 w sali Państwowej Filharmonii w Lublinie został odznaczony Krzyżem Oficerskim Orderu Odrodzenia Polski, a w czasie uroczystości 75-lecia istnienia orkiestry oraz setnej rocznicy urodzin Karola Namysłowskiego otrzymał Krzyż Komandorski Orderu Odrodzenia Polski.
Mazur „Spod Zamościa”, do którego słowa napisał Wacław Mazurek, jest jedyną znaną kompozycją Stanisława Namysłowskiego.
Zmarł w Zamościu. Został pochowany w grobie rodziny Namysłowskich na Cmentarzu Parafialnym w Starym Zamościu.

## Ordery i odznaczenia
- Krzyż Komandorski Orderu Odrodzenia Polski (1956)
- Krzyż Oficerski Orderu Odrodzenia Polski (1955)
- Srebrny Krzyż Zasługi (20 stycznia 1930)[3]